# Șapran, Novopskov
Șapran (în ucraineană Шапран) este un sat în comuna Kozlove din raionul Novopskov, regiunea Luhansk, Ucraina.

## Demografie
Componența lingvistică a localității Șapran
     Ucraineană (87,5%)
     Rusă (12,5%)
Conform recensământului din 2001, majoritatea populației localității Șapran era vorbitoare de ucraineană (87,5%), existând în minoritate și vorbitori de rusă (12,5%).